# 上町二丁目停留場
上町二丁目停留場（日语：／ Kamimachi Ni-chome teiryūjō */?），是位於高知縣高知市上町二、三丁目，屬於土佐電交通伊野線的電車站。此站設有副站名社會醫療法人仁生會　細木醫院前。

## 歷史
此站在1906年（明治39年）以本町筋二丁目停留場（日语：／）的名義啟用。在1936年（昭和11年），隨著町名變更而改為「本丁筋二丁目」。在1944年（昭和19年），電車站廢止，於22年後的1966年（昭和27年）重開，並改名為上町二丁目。
- 1906年（明治39年）10月9日 - 土佐電氣鐵道本町筋二丁目停留場啟用[1]。
- 1936年（昭和11年）8月1日 - 電車站改名為本丁筋二丁目停留場[1]。
- 1944年（昭和19年）4月1日 - 電車站廢止[1]。
- 1966年（昭和41年）8月10日 - 電車站以上町二丁目停留場的名義重開[1]。
- 2014年（平成26年）10月1日 - 土佐電氣鐵道、高知縣交通（日语：高知県交通）和土佐電Dream Service（日语：土佐電ドリームサービス）合併，土佐電交通成立[4]。成為土佐電交通的電車站。

## 電車站構造
本站坐落在共用道路上，設有2面2線的相對式乘車處（千鳥式）。兩月台之間相隔一個路口，路口東邊為播磨屋橋方向月台，西邊為伊野方向月台。伊野方面向月台位於高知市上町三丁目，播磨屋橋方向月台位於高知市上町二丁目。

## 電車站周邊
車站北方約1公里處設有四國旅客鐵道（JR四國）土讚線圓行寺口站。
- 鏡川（日语：鏡川）
- 高知縣立盲學校
- 高知市立第四小學
- 高知市立城西中學
- 高知警署（日语：高知警察署）上町派出所
- 國道33號（日语：国道33号）
- 高知縣道270號弘瀨高知線
- 高知信用金庫（日语：高知信用金庫）上街分店

## 巴士路線
在「上町二丁目」巴士站中設有以下巴士路線停靠：
| 乘車處 | 系統 | 主要途經                                       | 目的地           | 巴士站       | 備註                 |
| ------ | ---- | ---------------------------------------------- | ---------------- | ------------ | -------------------- |
| 西     | F2   | 堺町、高知站前、鹽田町、AEON Mall高知          | 一宮高知營業所   | 土佐電交通   |                      |
| 西     | G1   | 堺町、高知站前                                 | 高知駅巴士中心   | 土佐電交通   |                      |
| 西     | G2   | 堺町、高知站前、比島                           | 一宮高知營業所   | 土佐電交通   |                      |
| 西     | G4   | 堺町、高知站前、比島、一宮高知營業所           | 醫大醫院         | 土佐電交通   | 星期六及假日提供服務 |
| 西     | G5   | 堺町、高知站前、比島、一宮高知營業所、醫大醫院 | 辦公園區第二     | 土佐電交通   | 星期六及假日暫停服務 |
| 西     | G6   | 堺町、高知站前、比島、一宮高知營業所、醫大醫院 | 領石出張所       | 土佐電交通   |                      |
| 西     | G10  | 堺町、高知站前、杉井流東                       | 一宮高知營業所   | 土佐電交通   |                      |
| 西     | K4   | 堺町、西高須通、潮見台總站                     | 潮見台三丁目     | 土佐電交通   | 星期六及假日暫停服務 |
| 西     | P2   | 堺町、中央市場前、十津                         | 種崎             | 土佐電交通   |                      |
| 西     | S1   | 堺町、棧橋通五丁目、橫濱、長濱營業所           | 御疊瀨           | 土佐電交通   |                      |
| 西     | S2   | 堺町、棧橋通五丁目、橫濱                       | 長濱營業所       | 土佐電交通   |                      |
| 西     | S3   | 堺町、棧橋通五丁目、橫濱、長濱營業所           | 桂濱             | 土佐電交通   |                      |
| 西     | T1   | 堺町                                           | 棧橋車庫         | 土佐電交通   | 假日暫停服務         |
| 西     | T3   | 堺町、棧橋通五丁目、橫濱、橫濱新城             | 南新城           | 土佐電交通   |                      |
| 東     | A1   | 杓田市商前                                     | 鳥越             | 土佐電交通   | 星期六及假日暫停服務 |
| 東     | A2   | 杓田市商前、鳥越                               | 川口             | 縣交北部交通 |                      |
| 東     | A3   | 杓田市商前、鳥越、川口                         | 行川             | 縣交北部交通 |                      |
| 東     | W1   | 月之瀨橋                                       | 土佐塾高         | 土佐電交通   |                      |
| 東     | W2   | 月之瀨橋、南新城一丁目                         | 康復中心         | 土佐電交通   |                      |
| 東     | W3   | 月之瀨橋                                       | 船岡南團地       | 土佐電交通   |                      |
| 東     | X1   | 石立團地、神田本村                             | 吉野             | 土佐電交通   |                      |
| 東     | X2   | 石立團地、神田本村、春野公所前                 | 仁野             | 縣交北部交通 |                      |
| 東     | X3   | 石立團地、下針木                               | 天王新城         | 土佐電交通   |                      |
| 東     | X4   | 石立團地、下針木、天王新城                     | 八田             | 土佐電交通   |                      |
| 東     | X5   | 石立團地、新川通、土佐市政廳前                 | 高岡營業所       | 土佐電交通   |                      |
| 東     | Y1   | 朝倉站前、國立醫院前                           | 學藝高校         | 土佐電交通   | 假日暫停服務         |
| 東     | Y2   | 朝倉站前、國立醫院前                           | 天王新城         | 土佐電交通   |                      |
| 東     | Y3   | 朝倉站前、國立醫院前、天王新城                 | 仁野             | 土佐電交通   |                      |
| 東     | Y4   | 朝倉站前、國立醫院前、土佐市政廳前             | 高岡營業所       | 土佐電交通   |                      |
| 東     | Y5   | 朝倉站前、國立醫院前、土佐市政廳前、須崎站前   | 須崎營業所       | 土佐電交通   |                      |
| 東     | Y6   | 朝倉站前、國立醫院前                           | 宇佐             | 土佐電交通   |                      |
| 東     | Z1   | 八代                                           | 健康中心伊野     | 縣交北部交通 |                      |
| 東     | Z2   | 朝倉站前、伊野站、高岩                         | 狩山口           | 縣交北部交通 |                      |
| 東     | Z3   | 朝倉站前、伊野站、高岩                         | 土居             | 縣交北部交通 |                      |
| 東     | Z4   | 朝倉站前、伊野站、高岩、土居                   | 長澤             | 縣交北部交通 |                      |
| 東     | Z6   | 八代、伊野站、高岩                             | 狩山口           | 縣交北部交通 |                      |
| 北上行 | E3   | 堺町、高知站前、愛宕町二丁目、萬萬             | 觀月坂中央       | 土佐電交通   | 星期六及日暫停服務   |
| 北上行 | G1   | 堺町、高知站前                                 | 高知站巴士中心   | 土佐電交通   |                      |
| 北上行 | G2   | 堺町、高知站前、比島                           | 一宮高知營業所   | 土佐電交通   |                      |
| 北上行 | G5   | 堺町、高知站前、比島、一宮高知營業所、醫大醫院 | 辦公園區第二     | 土佐電交通   | 星期六及日暫停服務   |
| 北上行 | S2   | 堺町、棧橋通五丁目、橫濱                       | 長濱營業所       | 土佐電交通   |                      |
| 北上行 | T1   | 堺町                                           | 棧橋車廠         | 土佐電交通   |                      |
| 北下行 | B1   | 宗安寺分岐、奧福井西                           | 鳥越             | 土佐電交通   |                      |
| 北下行 | B2   | 宗安寺分岐                                     | 觀月坂中央       | 土佐電交通   |                      |
| 北下行 | B3   | 宗安寺分岐、觀月坂中央                         | 圓光寺下         | 縣交北部交通 |                      |
| 南上行 | G1   | 堺町、高知站前                                 | 高知站巴士中心   | 土佐電交通   |                      |
| 南上行 | G2   | 堺町、高知站前、比島                           | 一宮高知營業所   | 土佐電交通   |                      |
| 南上行 | G11  | 堺町、高知站前、金田橋                         | 一宮高知營業所   | 土佐電交通   |                      |
| 南上行 | G12  | 堺町、高知站前、金田橋、一宮高知營業所         | 東棉團地         | 土佐電交通   |                      |
| 南上行 | S2   | 堺町、棧橋通五丁目、橫濱                       | 長浜営業所       | 土佐電交通   |                      |
| 南上行 | T3   | 堺町、棧橋通五丁目、橫濱、橫濱新城             | 南新城           | 土佐電交通   |                      |
| 南上行 | T6   | 堺町、棧橋通五丁目、橫濱、橫濱新城             | 春野運動公園中央 | 土佐電交通   |                      |

## 相鄰電車站
土佐電交通
伊野線
上町一丁目－上町二丁目－上町四丁目

## 注腳
1. 1 2 3 4 5 6 7  今尾惠介（監修）. . 11 中国四国. 新潮社. 2009: 60. ISBN 978-4-10-790029-6 （日语）.
2. ↑  《土佐電鉄が走る街 今昔》98、156-158頁
3. 1 2  《土佐電鉄が走る街 今昔》34-35頁
4. ↑  上野宏人. . 毎日新聞 (毎日新聞社). 2014-10-02 （日语）.
5. ↑  川島令三. . 【図説】 日本の鉄道. 第2巻 四国西部エリア. 講談社. 2013: 40・93頁. ISBN 978-4-06-295161-6 （日语）.